# El príncipe Lestat
El príncipe Lestat es una novela de la escritora estadounidense Anne Rice, la undécima en su serie de las Crónicas vampíricas, publicada el 28 de octubre de 2014. Rice había declarado inicialmente que Cántico de sangre concluía la serie, pero en marzo de 2014 anunció una nueva novela que sería una secuela de los cinco primeros libros y el comienzo de una nueva serie. También anunció en su página personal de Facebook que había comenzado a escribir una continuación, que finalmente sería El príncipe Lestat y los reinos de la Atlántida.
En el programa radiofónico de su hijo Christopher, Rice explicó que El príncipe Lestat podría ser considerada una secuela de su novela La reina de los condenados ya que muchos de sus personajes reaparecen en El príncipe Lestat, mientras al mismo tiempo, los lectores podrían ver una revisitación de temas clave.
La novela vendió 20 millones de copias en los EE. UU.

## Resumen de la trama
Más de una década después de los acontecimientos de Cántico de sangre, los vampiros restantes del mundo están sumidos en el caos. El más famoso de todos ellos, Lestat de Lioncourt, se ve llamado a salir de su exilio autoimpuesto para reafirmar el orden, y se reúne con otros vampiros amigos antiguos y nuevos: Louis y Armand, Pandora, Marius, Maharet y Mekare, el exdirigente de Talamasca David Talbot e incluso la distante madre de Lestat, Gabrielle.